# Black (énekes)
Colin Vearncombe, művésznevén Black (Liverpool, 1962. május 26. – Cork, 2016. január 26.) brit énekes. Legismertebb slágere a Wonderful Life.

## Élete
1981-ben jelent meg első kislemeze, a Human Features. 1986-ban került piacra kislemezként a Wonderful Life, amit egy évvel később az A&M kiadó újra kiadott, majd kijött a nagylemez formátumban is. A rádiók ezután kezdték el világszerte játszani a dalt. A lemezen szerepelt a Sweetest Smile is, ami szintén sláger lett.
Az énekes nyolc további albumot jelentetett meg Black név alatt, Colin Vearncombe-ként pedig hatot, de a Wonderful Life című album volt a legsikeresebb köztük. 2015-ben Blind Faith címmel adták ki utolsó lemezét, ami jó kritikákat kapott.
Corkban élt feleségével és három fiával.
2016. január 10-én autóbalesetet szenvedett Írországban a Corki repülőtér közelében. A súlyos fejsérülései miatt mesterséges kómában tartották, de megmenteni nem tudták. Január 26-án hunyt el.